# Gesellschaft zur Freiwilligen Kontrolle von Messe- und Ausstellungszahlen
Die Gesellschaft zur Freiwilligen Kontrolle von Messe- und Ausstellungszahlen (FKM) ist eine 1965 gegründete Vereinigung von über 50 Unternehmen von Messe- und Ausstellungsveranstaltern. Aufgabe der Organisation ist es, einheitliche Kriterien für die Ausweisung der Flächen-, Aussteller- und Besucherzahlen von Messeveranstaltungen vorzugeben und deren Einhaltung zu überprüfen. Jährlich unterliegen rund 200 Messen in Deutschland der Kontrolle durch einen Wirtschaftsprüfer, der von der FKM beauftragt wird. Seit 2011 wird die Prüfung der FKM als Zertifizierung bezeichnet. Die Geschäftsführung der FKM liegt beim AUMA Ausstellungs- und Messe-Ausschuss der Deutschen Wirtschaft e. V. mit Sitz in Berlin.
Die Mitglieder sind in ihrer Eigendarstellung durch eine Selbstverpflichtung an die Richtlinien und Definitionen der Gesellschaft gebunden. In diesen Richtlinien wird zum Beispiel festgelegt,
- dass bei der Ermittlung der Besucherzahl die Eintrittskarten für Aussteller oder Journalisten nicht gezählt werden dürfen und wie Eintritte mit Mehrtageskarten gezählt werden
- wie Gemeinschaftsstände oder Mehrfachpräsenzen bei der Angabe der Ausstellerzahl zu berücksichtigen sind
- welche Flächen bei der Ausweisung von Brutto- und Nettofläche der Ausstellung einbezogen werden dürfen.

Hintergrund der detailreichen Regelungstiefe ist die hohe Bedeutung, die der Größe und Teilnehmerstruktur einer Messe bei der Besuchs- oder Beteiligungsentscheidung zukommt. Die FKM-Regeln sollen sicherstellen, dass Eigenbezeichnungen wie „größte Fachmesse“ auf allgemeinen und vergleichbaren Kriterien beruhen. Sie erleichtern die Vergleichbarkeit von bestimmten Messen im Zeitablauf und von Messen, die miteinander im Wettbewerb stehen.

Zertifizierungs-Logo

## Zertifizierungs-Logo
Ein Logo der FKM wird für einzelne Messen verwendet, die zur regelmäßigen Zertifizierung angemeldet sind.